# ناثانيل بليس
ناثانيل بليس (بالإنجليزية: Nathaniel Bliss)‏ (و. 1700 – 1764 م) هو رياضياتي، وعالم فلك، وأستاذ جامعي من المملكة المتحدة. كان عضوًا في الجمعية الملكية.
توفي في أكسفورد، عن عمر يناهز 64 عاماً.

## مناصب
تولى منصب فلكي ملكي.

## التعليم
تعلم في كلية بيمبروك.

## جوائز
حصل على جوائز منها:
- زميل في الجمعية الملكية.